# Burn (The Stooges)
Burn è un singolo del gruppo musicale statunitense The Stooges, pubblicato nel 2013.

## Tracce
1. Burn – 3:37

## Formazione
- Iggy Pop - voce
- Scott Asheton - batteria
- Steve Mackay - sassofono
- James Williamson - chitarra
- Mike Watt - basso